# 臨時雑役
臨時雑役（りんじぞうやく）とは平安時代中期に国衙から農民に身役・交易などの名目で賦課された雑役の総称。「臨時雑役」という名称の租税が存在したわけではなく、「内裏雑事」「調沽買絹」などの名目で課された個々の賦課を一括する際に用いられた語である。代表的な臨時雑役に造内裏役、大嘗会役、役夫工米などがある。
9世紀末頃より、租庸調・雑徭・正税などといった律令制に基づく税体系が解体され始め、まず地方（国衙）レベルの徴収において官物と臨時雑役に分けた賦課・徴収が行われるようになり、次第に中央（朝廷）レベルでも同様の徴収が行われるようになっていった。臨時雑役は主に雑徭にあたる賦課が変質したものでそこに交易（租庸調などで徴収された米を元手に国家・国衙に必要な物資を調達すること）などの要素が加えられたものであると考えられている。臨時雑役は荘園・公領を問わずに賦課されたが、荘園領主が国衙に対して臨時雑役免除を求める動きもあった。